# Теодорув (гміна Будзішевіце)
Теодорув (пол. Teodorów) — село в Польщі, у гміні Будзішевиці Томашовського повіту Лодзинського воєводства.
Населення — 122 особи (2011).
У 1975-1998 роках село належало до Пйотрковського воєводства.

## Демографія
Демографічна структура станом на 31 березня 2011 року:
|          | Загалом | Допрацездатний вік | Працездатний вік | Постпрацездатний вік |
| -------- | ------- | ------------------ | ---------------- | -------------------- |
| Чоловіки | 65      | 18                 | 45               | 2                    |
| Жінки    | 57      | 14                 | 30               | 13                   |
| Разом    | 122     | 32                 | 75               | 15                   |